# Mirta Škopljanac-Mačina
S. Mirta Škopljanac Mačina (Otok kod Sinja, 10. veljače 1948.) članica je Družbe sestara milosrdnica sv. Vinka Paulskog Splitske provincije Navještenja Gospodinova. 
Opću gimnaziju završila je u Splitu, a glazbu je studirala i diplomirala na Institutu za crkvenu glazbu u Zagrebu. Nastavila je studij na Papinskom institutu za crkvenu glazbu u Rimu, te postigla: magisterij iz crkvene glazbe (musica sacra), licencijat iz gregorijanskog pjevanja (Canto gregoriano), te naslov crkveni orguljaš (Organista da chiesa) u klasi mo.Ericha Arndta.
Od godine 1978 živi i djeluje u Splitu, gdje razvija svoju glazbenu aktivnost u Samostanu sestara milosrdnica kao pedagoginja, dirigentica, od 1983. godine i kao orugljašica u katedrali sv Dujma.
Godine 1996. i 1997. voditeljica je seminara "Orgulje u liturgiji" na Orguljaškoj ljetnoj školi u Šibeniku.
Školske godine 1996/97. radi kao profesor Glazbene kulture u Nadbiskupijskoj klasičnoj gimnaziji u Splitu.
Na području crkvene glazbe istakla se kao orguljašica i voditeljica različitih crkvenih zborova, a posebno Zbora sestara milosrdnica, kojim je ostvarila niz koncerata u Domovini i inozemstvu gdje nastupa i sa solističkim orguljaškim recitalima (Austija, Italija, Njemačka).
U duo sastavu orgulje-saksofon s profesorom Josipom Biskupovićem izvela je brojne koncerte prezentirajući hrvatsku i svjetsku sakralnu glazbenu baštinu.
Pratila je brojne soliste, zborove i ansamble pri raznim nastupima. Svirala je na dvije sv. mise koje je predvodio sveti otac Ivan Pavao II. (Rim-sv.Jeronim 1989. i Split-Žnjan 1998.) te nekoliko puta na orguljama bazilike sv.Petra u Rimu prateći zborove za Euharistijskih slavlja.
Suradnica je časopisa za crkvenu glazbu Sveta Cecilija u Zagrebu u kojem su i objavljeni njezini stručni članci o orguljama i njihovoj ulozi. O orguljama piše i u Bašćanskim Glasima, a o crkvenom pjevanju u Listiću Splitske provincije i Živom vrelu.
Kritike o njenim nastupima donose i razni listovi: Slobodna Dalmacija, Večernji list, Makarsko primorje, Šibenski list, L Osservatore romano, Sv Cecilija, Živa zajednica i dr.
Sudjelovala je u snimanju nekoliko gramofonskih ploča i kazeta, te emisija za radio i televiziju. Sa zborom sestara milosrdnica godine 2002. snimila je dva nosača zvuka: Blagovijest, A di je moj Split.